# 德格拉斯號輕巡洋艦
德格拉斯號輕巡洋艦（法語：De Grasse）是一艘隸屬於法國海軍的防空巡洋艦。本艦是第一艘以海軍中將法蘭索瓦·約瑟夫·保羅·德·格拉斯命名的法國艦艇。自1965年起至1971年止，德格拉斯號廣泛參與了法國在太平洋穆魯羅阿環礁進行的核子試爆。

## 初期設計
德格拉斯號輕巡洋艦設計於1930年代晚期，原先規畫三艘同級艦作為拉加利索尼埃級輕巡洋艦的後繼艦種；不過相較於其前輩，德格拉斯級的排水量較大，防空火力也獲得大幅強化。原先規劃的另外兩艘同級艦「沙托雷諾號」與「吉尚號」則遭到取消。

### 1938年設計細節
- 排水量：
  - 8,000公噸（標準）
  - 11,431公噸（滿載）
- 技術數據：
  - 長180.4公尺（水線長）
  - 寬18.6公尺
  - 吃水5.5公尺
- 發動機：
  - 雙軸蒸氣渦輪發動機
  - 四座鍋爐
- 輸出功率
  - 110,000匹馬力（82,000千瓦）
- 極速：35節（65每小時）
- 武裝：
  - 3 × 152毫米三聯裝艦炮
  - 3 × 100毫米雙聯裝艦炮
  - 8 × 37毫米防空炮
  - 8 × 13.2毫米機槍
  - 6 × 550&毫米魚雷發射管
- 裝甲
  - 水線裝甲帶：100毫米
  - 甲板：38毫米
  - 炮塔：100毫米
  - 司令塔：95毫米
- 艦載機：2 × 艦載機，2 × 彈射器
- 乘員：691人

## 第二次世界大戰期間遭俘獲
1940年6月，僅完成28%的德格拉斯號輕巡洋艦艦體於法國淪陷時遭德軍俘獲。1942年4月間，德軍計畫將德格拉斯號改裝成輕型航空母艦，規畫艦名為二號航空母艦。1942年12月3日，親自下令將德格拉斯號改裝為航空母艦，但改裝作業於翌年2月間即因多重因素而被迫中止，其中包括缺乏所需材料與人力的嚴重不足。

## 戰後
戰爭結束後，未完工的艦體由法國接手繼續建造，並於1946年下水。不過，戰後的法國海軍對以火炮為主要武裝的輕巡洋艦的需求已大幅減少，本艦遂於1946年至1951年間被拖往法國西部的布雷斯特海軍船塢改裝為以強化防空火力為主的防空巡洋艦。

## 核子試爆旗艦
服役後的德格拉斯號主要在地中海艦隊中擔任防空巡洋艦與旗艦的角色；稍後法國海軍選擇本艦參與在法屬玻里尼西亞進行的核子試爆試驗。自1964年5月至1966年2月間，本艦再度接受了部分改裝，其中包括增設一座艦橋並移除艦上一半的武裝。此外，艦上還增設了毒氣密封系統與高壓水柱清洗設施。艦上的設備均獲更新，人員數則減為560人以騰出空間予160名技工與工程師。
1966年至1972年間，本艦共參與了六次核子試爆；1973年本艦退役，隔年1月25日出售解體。

## 引用
1. ↑  Gröner, p. 77

## 外部連結
- NetMarine.net （页面存档备份，存于）